# Ангунаколапелесса (підрозділ окружного секретаріату)
Підрозділ окружного секретаріату Ангунаколапелесса — підрозділ окружного секретаріату округу Хамбантота, Південна провінція, Шрі-Ланка. Складається з 36 Грама Ніладхарі.